# دهستان هیدوچ
دهستان هیدوچ، یکی از دهستان‌های بخش هیدوچ شهرستان سیب و سوران در استان سیستان و بلوچستان ایران است. مرکز این دهستان، شهر هیدوچ است.

## جمعیت
بر پایه سرشماری عمومی نفوس و مسکن در سال ۱۳۹۵، جمعیت دهستان هیدوچ برابر با ۸٬۷۷۹ نفر بوده‌است.